# Liste der Kulturdenkmale in Nenkersdorf (Frohburg)
In der Liste der Kulturdenkmale in Nenkersdorf sind die Kulturdenkmale des Frohburger Ortsteils Nenkersdorf verzeichnet, die bis Juni 2024 vom Landesamt für Denkmalpflege Sachsen erfasst wurden (ohne archäologische Kulturdenkmale). Die Anmerkungen sind zu beachten.
Diese Aufzählung ist eine Teilmenge der Liste der Kulturdenkmale in Frohburg.

## Nenkersdorf
| Bild                                    | Bezeichnung | Lage                                 | Datierung | Beschreibung | ID       |
| --------------------------------------- | --- | ------------------------------------ | --- | --- | -------- |
|                                         | Häuslerhaus | Am Tanneneck 2 (Karte)               | 19. Jahrhundert                                                                                                   | Ein im Dorfzentrum ortsbildprägender Fachwerkbau mit seltener Konstruktion, mit Fachwerk-Obergeschoss, das Erdgeschoss ist nach einer Sanierung leicht verändert, sozialgeschichtlich von Bedeutung. | 09258902 |
|                                         | Wohnhaus, Seitengebäude und Toranlage eines Dreiseithofes | Am Tanneneck 4 (Karte)               | 18. Jahrhundert                                                                                                   | Die Fachwerkbauten befinden sich im Ortszentrum neben der Kirche und sind dorfbildprägend, bau- und wirtschaftsgeschichtlich von Bedeutung. Das Wohnhaus besitzt ein Fachwerk-Obergeschoss und Ziergiebel, das Erdgeschoss ist verändert, die Torpfosten mit Kugelaufsatz. | 09258901 |
| Weitere Bilder                          | Kirche mit Ausstattung und ehemaliger Kirchhof | Kirchstraße (Karte)                  | 13.–17. Jahrhundert (Kirche); um 1200 (Taufe); 1519 (Schnitzaltar); Anfang 16. Jahrhundert (Kanzel); 1715 (Orgel) | Der gotische Kirchenbau ist baugeschichtlich, ortsgeschichtlich und ortsbildprägend von Bedeutung. Die Kirche besitzt eine einheitliche ornamentale Bemalung an den Emporen, der Kanzel, am Beichtstuhl und der Herrschaftsloge. Ein qualitätsvoller Schnitzaltar aus dem Jahr 1519 mit bemalten Flügeln und erhaltenem Gesprenge. Die bemalten Fenster sind eine Stiftung der Familie Platzmann. | 09258502 |
|                                         | Wohnhaus | Kirchstraße 2 (Karte)                | 19. Jahrhundert                                                                                                   | Das Häusler-oder Handwerkerhaus befindet sich dorfbildprägend neben der Kirche im Ortszentrum und ist sozialgeschichtlich von Bedeutung. Es ist ein schlichtes Häusler- oder Handwerkerhaus mit ursprünglicher Gliederung, wahrscheinlich verputztes Fachwerk. | 09256762 |
|                                         | Rittergut Nenkersdorf (Sachgesamtheit) | Kirchstraße 6, 8 (Karte)             | 1799 | Sachgesamtheit Rittergut Nenkersdorf mit den Einzeldenkmalen: ehemaliges Herrenhaus (Nr. 8) mit zwei Seitengebäuden (Nr. 6 und Nr. 8) sowie Umfassungsmauer des Parks (09258904) und der dem Herrenhaus vorgelagerten Heiste (Stützmauer) und dem rückwärtigen Park als Sachgesamtheitsteil; bau- und ortsgeschichtlich von Bedeutung, barock-klassizistisches Ensemble | 09303021 |
|                                         | Ehemaliges Herrenhaus (Nr. 8) mit zwei Seitengebäuden (Nr. 6 und Nr. 8) sowie Umfassungsmauer eines kleinen Parks (Einzeldenkmale der Sachgesamtheit 09303021) | Kirchstraße 6, 8 (Karte)             | 1799 | Einzeldenkmale der Sachgesamtheit Rittergut Nenkersdorf; bau- und ortsgeschichtlich von Bedeutung, das Herrenhaus ein barock-klassizistischer Bau. Der südlich von Borna gelegene Ort Nenkersdorf hatte in der Vergangenheit große Bedeutung für die Versorgung der umliegenden Gegend mit Ton, der auf dem Boden des Rittergutes abgebaut wurde. Die Töpfer in Kohren, Frohburg, Geithain und Borna deckten hier ihren Materialbedarf. Bis ins Mittelalter reichen die Anfänge der Geschichte von Nenkersdorf als Rittersitz zurück. Der heutige Gebäudebestand des Rittergutes entstand 1799. Damals war das Gut in der Hand des Adelsgeschlechts aus dem Winkel. Im klassizistisch geprägten Herrenhaus sind im hoch gelegenen Keller noch Kreuzgewölbe des Vorgängerbaues enthalten. Von besonderer Bedeutung ist im Inneren der Steinsaal, ehemals kreisrund, der noch Wand- und Deckenfassungen aus der Zeit um 1800 enthält. Das Herrenhaus von Nenkersdorf ist ein klassizistischer Bau aus dem Jahr 1799 und ein repräsentativer Vertreter im Kontext der Sächsischen Schlösserlandschaft. Unter diesen Gesichtspunkten verkörpert das Objekt, einschließlich der zugehörigen Seitengebäude und Nebenanlagen, einen hohen ortsgeschichtlichen und baugeschichtlichen Aussagewert. Das Herrenhaus ist ein zweigeschossiges barockes Gebäude mit Mittelrisalit und Mansarddach, daneben giebelständig auf jeder Seite ein eingeschossiges Gebäude mit hohem Mansarddach und Dachgeschoss, wahrscheinlich das Wirtschaftsgebäude des Herrenhauses. Das linke Gebäude ist durch Breitfenster im Erdgeschoss verändert, das rechte original erhalten, leerstehend. Gegenüber das ehemalige Gutsgebäude und Wirtschaftshof, verändert. | 09258904 |
| Direkt Bild zu diesem Denkmal hochladen | Seitengebäude eines Bauernhofes | Nenkersdorfer Hauptstraße 19 (Karte) | Mitte 19. Jahrhundert                                                                                             | Bau- und wirtschaftsgeschichtlich von Bedeutung, Fachwerkbau | 09259002 |
|                                         | Fachwerkgiebel eines bäuerlichen Wohnhauses | Töpferberg 1 (Karte)                 | Bezeichnet mit 1751 (Ziergiebel)                                                                                  | Der Giebel besitzt ein ungewöhnlich reich gestaltetes Fachwerk und ist ortsbildprägend von Bedeutung. Die übrigen Hausteile sind stark verändert, somit kein Denkmal im Ganzen. | 09259003 |

## Tabellenlegende
- Bild: Bild des Kulturdenkmals, ggf. zusätzlich mit einem Link zu weiteren Fotos des Kulturdenkmals im Medienarchiv Wikimedia Commons. Wenn man auf das Kamerasymbol klickt, können Fotos zu Kulturdenkmalen aus dieser Liste hochgeladen werden:
- Bezeichnung: Denkmalgeschützte Objekte und ggf. Bauwerksname des Kulturdenkmals
- Lage: Straßenname und Hausnummer oder Flurstücknummer des Kulturdenkmals. Die Grundsortierung der Liste erfolgt nach dieser Adresse. Der Link (Karte) führt zu verschiedenen Kartendiensten mit der Position des Kulturdenkmals. Fehlt dieser Link, wurden die Koordinaten noch nicht eingetragen. Sind diese bekannt, können sie über ein Tool mit einer Kartenansicht einfach nachgetragen werden. In dieser Kartenansicht sind Kulturdenkmale ohne Koordinaten mit einem roten bzw. orangen Marker dargestellt und können durch Verschieben auf die richtige Position in der Karte mit Koordinaten versehen werden. Kulturdenkmale ohne Bild sind an einem blauen bzw. roten Marker erkennbar.
- Datierung: Baubeginn, Fertigstellung, Datum der Erstnennung oder grobe zeitliche Einordnung entsprechend des Eintrags in der sächsischen Denkmaldatenbank
- Beschreibung: Kurzcharakteristik des Kulturdenkmals entsprechend des Eintrags in der sächsischen Denkmaldatenbank, ggf. ergänzt durch die dort nur selten veröffentlichten Erfassungstexte oder zusätzliche Informationen
- ID: Vom Landesamt für Denkmalpflege Sachsen vergebene, das Kulturdenkmal eindeutig identifizierende Objekt-Nummer. Der Link führt zum PDF-Denkmaldokument des Landesamtes für Denkmalpflege Sachsen. Bei ehemaligen Kulturdenkmalen können die Objektnummern unbekannt sein und deshalb fehlen bzw. die Links von aus der Datenbank entfernten Objektnummern ins Leere führen. Ein ggf. vorhandenes Icon  führt zu den Angaben des Kulturdenkmals bei Wikidata.